# The Secret Life of Pets 2
The Secret Life of Pets 2 (Nederlandse titel: Huisdiergeheimen 2) is een Amerikaanse computeranimatiefilm uit 2019, geregisseerd door Chris Renaud en Yarrow Cheney. De film is geproduceerd door Illumination Entertainment en op 7 juni 2019 uitgegeven in 2D en 3D door Universal Pictures.

## Verhaal
Katie is het baasje van hond Max en heeft een man in haar leven gevonden en het gezin uitgebreid met zoontje Liam. Als de familie afreist naar een boerderij verandert er opnieuw veel voor Max. Zijn vrienden blijven achter in New York en beleven daar hun avonturen.

## Stemverdeling
| Personage     | Engelse stem      | Nederlandse stem      | Vlaamse stem          |
| ------------- | ----------------- | --------------------- | --------------------- |
| Max           | Patton Oswalt     | Fedja van Huêt        | Sven De Leijer        |
| Snowball      | Kevin Hart        | Jandino Asporaat      | Erhan Demirci         |
| Rooster       | Harrison Ford     | Huub van der Lubbe    |                       |
| Duke          | Eric Stonestreet  | Frank Lammers         | Sebastien Dewaele     |
| Gidget        | Jenny Slate       | Peggy Vrijens         | Eline De Munck        |
| Daisy         | Tiffany Haddish   | Edsilia Rombley       | Hilde De Baerdemaeker |
| Chloe         | Lake Bell         | Karin Bloemen         | Isabelle Van Hecke    |
| Sergei        | Nick Kroll        | Chris Zegers          | Kevin Bellemans       |
| Pops          | Dana Carvey       | Erik van Muiswinkel   | Walter Baele          |
| Mel           | Bobby Moynihan    | Robbert van de Corput | Bart Cannaerts        |
| Buddy         | Hannibal Buress   | Roué Verveer          | Sean Dhondt           |
| Norman        | Chris Renaud      | Dorian Bindels        | Joris Hessels         |
| Katie         | Ellie Kemper      | Georgina Verbaan      | Zoë Thielemans        |
| Chuck         | Pete Holmes       | Bas Smit              |                       |
| Liam          | Henry Lynch       | Mees Kingston         | Leo Engels            |
| Molly         | Kiely Renaud      |                       | Pixie De Winter       |
| Cotton        | Sean Giambrone    |                       |                       |
| Cat Lady      | Meredith Salenger |                       |                       |
| The Lead Wolf | Michael Beattie   |                       |                       |
| Sweetpea      | Tara Strong       |                       |                       |
| Princess      | Jessica DiCicco   |                       | Tiany Kiriloff        |
| Hamster       | Garth Jennings    |                       |                       |